# Фернхольм, Даниэль
Даниель Фернхольм (швед. Daniel Fernholm; 20 декабря 1983, Стокгольм, Швеция) — профессиональный шведский хоккеист, защитник. В настоящее время является игроком клуба «Юргорден», выступающего в шведской хоккейной лиге.

## Клубная карьера
Даниэль Фернхольм имеет богатый опыт выступления в основных хоккейных лигах Швеции. В 2002 году, на драфте, проходившем в Канадском городе Торонто, Фернхольм был задрафтован в 4-м раунде, под общим 101-м номером командой Питтсбург Пингвинз. Свою карьеру в основной хоккейной лиге Швеции — Шведской элитной серии, Даниэль начал в 2004 году в составе команды Юргорден. Сезон 2005—2006 годов Фернхольм провел в Северной Америке, выступая за фарм-клубы Питсбург Пингвинз — Уилкс-Барре/Скрэнтон Пингвинз в АХЛ и Уилинг Нэйлерс в Хоккейной лиге западного побережья. За команду Уилинг Нэйлерс он провел 9 игр в плей-офф, в которых отметился одним голом и тремя передачами. Сезон 2010/2011 Даниэль начал в клубе в КХЛ «Нефтехимик», однако 29 ноября 2010 года Фернхольм подписал контракт с минским «Динамо».

## Международная карьера
В составе сборной Швеции, Фернхольм принял участие в чемпионате мира по хоккею 2008 года, проходившем в канадских городах Галифакс и Квебек.

## Рекорды
- Рекорд ХК Линчёпинг по передачам защитника в плей-офф (7), сезон 2007—2008
- Рекорд ХК Линчёпинг по очкам защитника в плей-офф (10), сезон 2007—2008